# (8627) 1981 EU20
(8627) 1981 EU20 — астероїд головного поясу, відкритий 2 березня 1981 року.
Тіссеранів параметр щодо Юпітера — 3,410.